# Limnophila schranki
Limnophila schranki là một loài ruồi trong họ Limoniidae. Chúng phân bố ở miền Cổ bắc.